# Filippo Bisciglia
Filippo Bisciglia (Roma, 24 giugno 1977) è un conduttore televisivo italiano.

## Biografia
Nato a Roma e diplomato alla scuola alberghiera, ha praticato tennis a livello agonistico fino all'età di diciotto anni. A diciannove gira uno spot pubblicitario per la Mini Rover Coupé, e fin dalla prima edizione nel 2000 ha partecipato ai casting per entrare nel Grande Fratello. Trova poi impiego in un negozio di telefonia. 
Nel 2006 ha partecipato alla sesta edizione del Grande Fratello, dove si classifica al secondo posto.
Dal 2006 al 2010 è testimonial di vari marchi di abbigliamento e accessori. 
Nel 2007 conduce Stai all'Okkio, programma di 63 puntate in onda su Mediaset Premium. Nello stesso anno è inviato esterno de Il Candidato, condotto da Marco Liorni, in onda su Mediaset Premium. Sempre nel 2007 incide l'album Sto parlando con te, prodotto dalla Delta Dischi di Eros Ramazzotti.
Nel 2007 partecipa al programma Distraction, condotto da Teo Mammucari. Dal 2009 è testimonial e giocatore di Poker Club (Lottomatica), ottenendo ottimi risultati nei vari tornei. Dal 2014 passa a People's Poker mantenendo gli stessi ruoli.
Nel 2010, interpreta il ruolo di Cristiano Cocco in Un posto al sole. Sempre nel 2010 è protagonista di puntata di Distretto di Polizia 10. Nel 2012 è inviato di Punto su di te!, programma condotto da Claudio Lippi e Elisa Isoardi, in onda su Rai 1.
Dal 2014 è il conduttore del reality Temptation Island, prodotto dalla Fascino PGT di Maria De Filippi.
Nel 2017 ha partecipato alla settima edizione di Tale e Quale Show, dove si classifica terzo e, l'anno dopo, alla settima edizione di Tale e quale show - Il torneo in quanto finalista dell'edizione precedente.
Nell'autunno 2019 ha partecipato ad Amici Celebrities, spin-off di Amici con concorrenti VIP, in onda su Canale 5, dove si è classificato terzo.
Dopo un anno di pausa nel 2022, nell'estate del 2023 è ritornato alla conduzione di Temptation Island.

## Vita privata
È da tempo fidanzato con Pamela Camassa.

## Programmi televisivi
- Grande Fratello 6 (Canale 5, 2006) - concorrente
- Stai all'okkio (Mediaset Premium, 2007) - conduttore
- Il candidato (Mediaset Premium, 2007) - inviato
- Dimmi la verità (Rai 1, 2008-2009) - inviato
- Punto su di te! (Rai 1, 2012) - inviato
- Temptation Island (Canale 5, 2014-2021, dal 2023) - conduttore
- Tale e quale show (Rai 1, 2017) - concorrente
- Tale e quale show - Il torneo (Rai 1, 2018) - concorrente
- Amici Celebrities (Canale 5, 2019) - concorrente
- Stand Up! - Comici in prova (Nove, 2022) - comico
- Alessandro Borghese - Celebrity Chef (TV8, 2022) - concorrente
- Fake Show - Diffidate delle imitazioni (Rai 2, 2023) - concorrente
- Sarabanda Celebrity (Italia 1, 2025) - concorrente

## Discografia
- 2007 – Sto parlando con te (Delta Dischi)

## Campagne pubblicitarie
- Mini (1996)
- Lottomatica (2009-2014)
- Domusbet (2018)
- TheFork (2019)
- Mikado (dal 2021)